# Ordine di San Michele e San Giorgio
Il Distintissimo Ordine di San Michele e San Giorgio (in inglese The Most Distinguished Order of Saint Michael and Saint George) è un ordine cavalleresco britannico.

## Storia
Venne istituito nel 1818 da Giorgio, principe di Galles, reggente per conto di suo padre Giorgio III. Fu creato per celebrare il passaggio sotto il dominio britannico di Malta e delle Isole Ionie e per ricompensare i servigi resi alla corona inglese relativamente alla difesa dei suoi interessi nel mare Mediterraneo: dopo il passaggio delle isole Ionie alla Grecia (1864), gli statuti dell'ordine vennero riformati e la decorazione venne destinata a ricompensare le benemerenze nel campo della politica estera e delle relazioni diplomatiche dell'Impero britannico.
Fino al 1906, la cappella dell'Ordine era nel palazzo di San Michele e San Giorgio nella città di Corfù, ma oggi si trova la sua cappella nella cattedrale di San Paolo di Londra.

### Gran Maestri dell'Ordine di San Michele e San Giorgio
- 1818–1825: Sir Thomas Maitland
- 1825–1850: Adolfo di Hannover, duca di Cambridge
- 1850–1904: Giorgio di Hannover, duca di Cambridge
- 1904–1910: Giorgio, principe di Galles (poi re Giorgio V)
- 1910–1917: (vacante)
- 1917–1936: Alberto Edoardo, principe di Galles (poi re Edoardo VIII, poi duca di Windsor)
- 1936–1957: Alexander Cambridge, I conte di Athlone
- 1957–1959: E. F. L. Wood, I conte di Halifax
- 1959–1967: Harold Alexander, I conte Alexander di Tunisi
- 1967–oggi: Edward, duca di Kent

## Composizione
Il re o la regina del Regno Unito è sovrano dell'Ordine e ne nomina i membri su proposta del governo: la carica Gran Maestro era in origine connessa all'ufficio di Lord Alto Commissario delle Isole Ionie, ma attualmente viene assegnata dal sovrano ad una personalità di sua scelta.
L'ordine si compone di tre classi di benemerenza:
- Cavaliere/Dama di Gran Croce
- Cavaliere Commendatore/Dama di Commenda
- Compagno

In origine gli statuti prevedevano che potesse comprendere un numero massimo 15 Gran Croci, 20 Commendatori e 25 Companions, cifre portate poi rispettivamente a 125, 375 e 1 750; i membri della famiglia reale possono essere creati cavalieri di Gran Croce sovranumerari e i cittadini stranieri membri onorari.

## Vesti e insegne

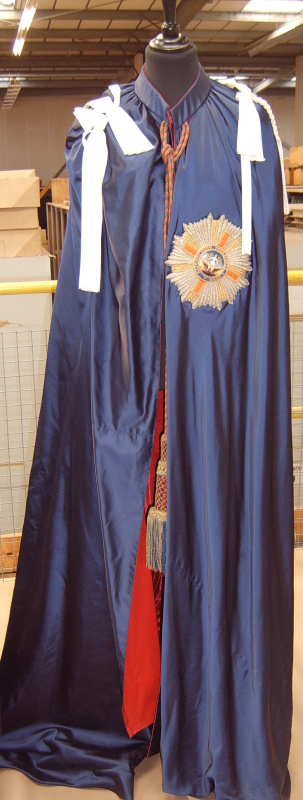
Mantello dell'Ordine di San Michele e San Giorgio.

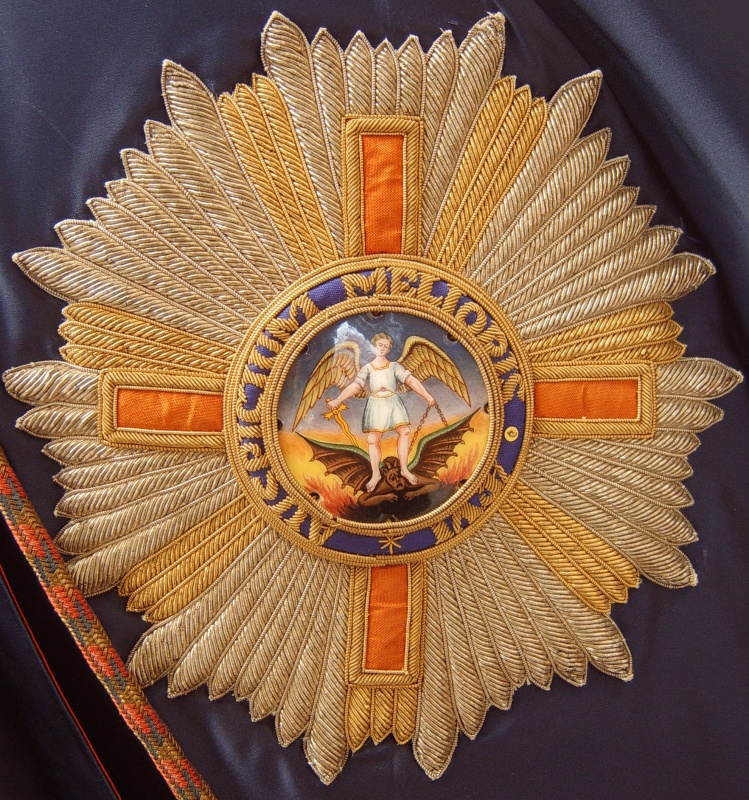
Rappresentazione della stella per Cavaliere e Dama di Gran Croce dell'Ordine.

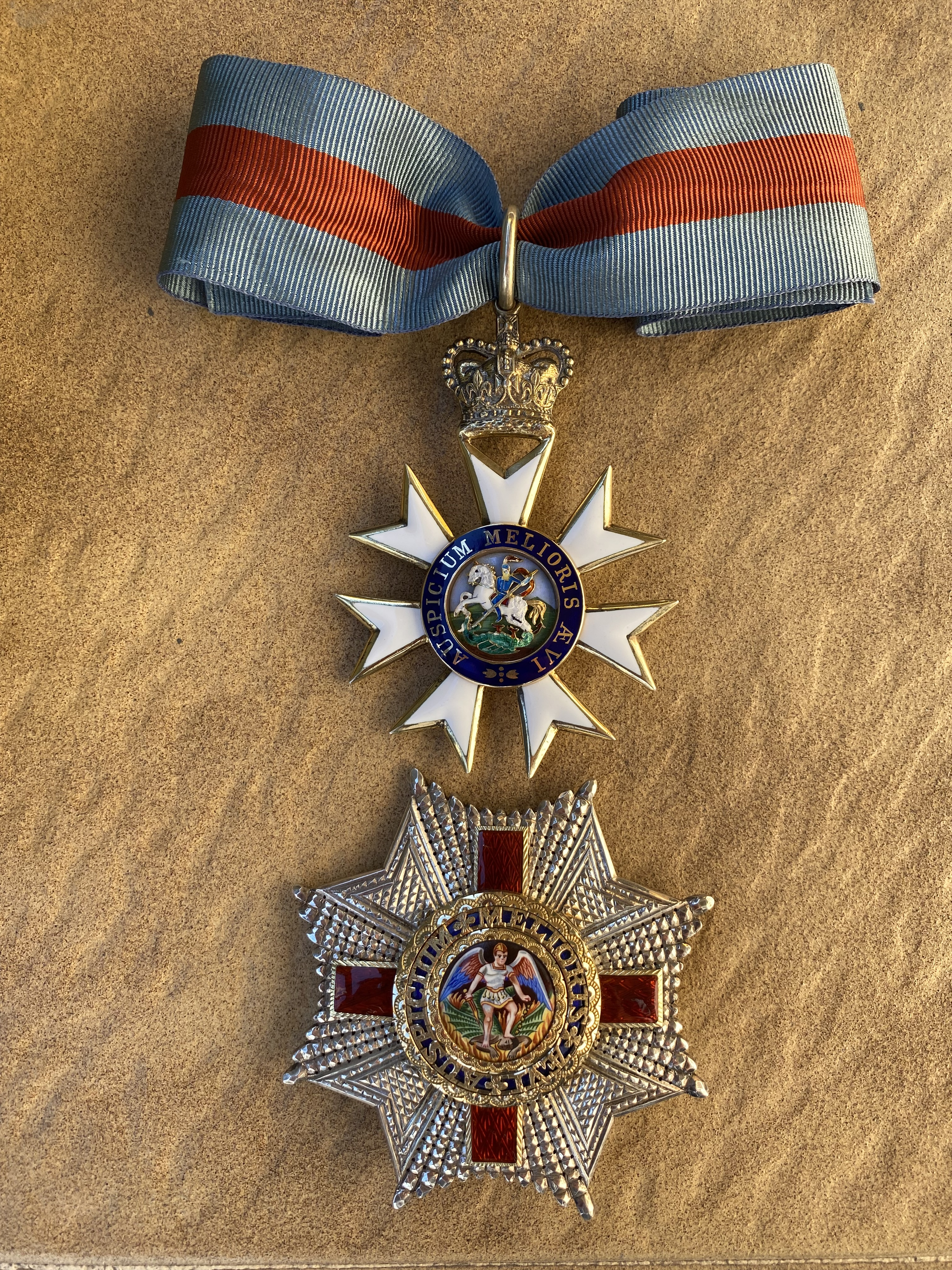
Stella e medaglia per un Commendatore o Dama di Commenda.

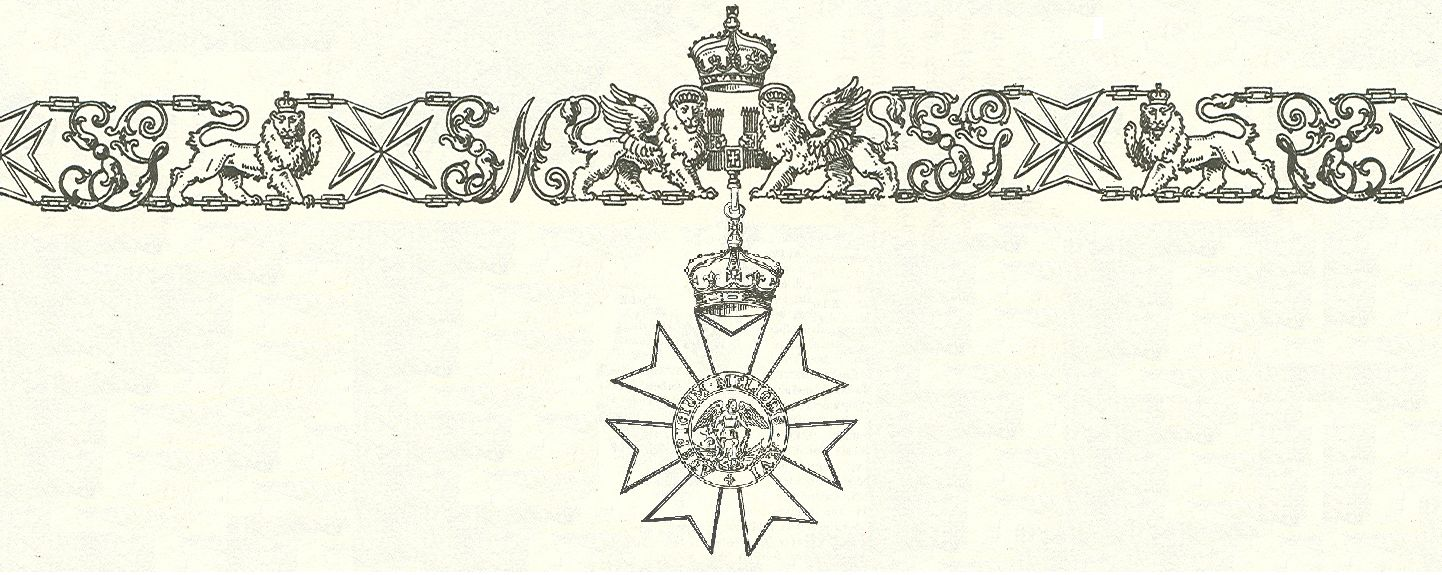
Collare indossato dai Cavalieri o Dame di Gran Croce

I membri dell'Ordine indossano un costume elaborato nelle occasioni importanti come ad esempio le incoronazioni reali, e che può variare a seconda del rango:
- Il mantello, indossato solo dai cavalieri e dalle dame di Gran Croce, è color "blu sassone" in seta rivestito di cremisi internamente. Sul lato sinistro si trova la rappresentazione della stella dell'Ordine.
- Il collare, indossato solo dai Cavalieri e dalle Dame di Gran Croce, è realizzato in oro. Esso consiste nella raffigurazione di leoni coronati, croci maltesi, il tutto alternato con le cifre "SM" e "SG" in onore dei patroni dell'Ordine. Al centro si trovano due leoni rampanti che portano un libro e sette frecce.

Nelle occasioni di minor rilievo vi è il costume ordinario composto da:
- La stella è l'insegna utilizzata dai Cavalieri e dalle Dame di Gran Croce e dai Commendatori e dalle Dame di Commenda che viene indossata a mo' di placca sulla parte sinistra del petto. Per le gran croci la stella ha sette braccia a coda di rondine sul modello maltese con raggi dorati tra le braccia. I commendatori e le dame di commenda hanno invece una decorazione più piccola con otto braccia a coda di rondine che uniscono due croci maltesi di fatto senza raggi dorati. In entrambi i casi, al centro, la decorazione riporta la croce rossa di San Giorgio sulla quale si trova un medaglione dipinto raffigurante San Michele che sconfigge Satana, circondato da un anello smaltato di blu con il motto dell'Ordine.
- La medaglia è l'unica insegna usata da tutti e tre i gradi dell'Ordine; Essa è sospesa al petto dal nastro dell'Ordine. I Cavalieri e le Dame di Gran Croce la indossano pendente al termine della fascia trasversale. I Commendatori e i Compagni la indossano portata al collo, mentre le donne di questi stessi ranghi le indossano con un fiocco sulla spalla sinistra. La medaglia consiste in una medaglia maltese a sette braccia riportante in centro la croce rossa di San Giorgio sulla quale si trova un medaglione dipinto raffigurante San Michele che sconfigge Satana, circondato da un anello smaltato di blu con il motto dell'Ordine.